# الأبيض (مدينة)
الأُبَيِّض (بضم الهمزة على الألف وتشديد كسرة الياء) مدينة تقع في وسط ولاية شمال كردفان في السودان يبلغ متوسط ارتفاعها 650 متر أو حوالي 2133 قدماً فوق سطح البحر وتبعد حوالي 588 كيلو متر، ما يعادل 365 ميل جنوب غرب الخرطوم العاصمة، وهي واحدة من أكبر مدن السودان وتشتهر بأكبر سوق للمحاصيل النقدية في السودان، وبها أكبر بورصة للصمغ العربي في العالم، ولها مكانة تاريخية في الثورة المهدية حيث تم تحريرها من الحكم التركي على يد جيوش المهدية. والأبيّض ملتقى طرق مهمة، ومركز تجاري وزراعي بارز. كما يمر عبرها خط أنابيب النفط الممتد من الجنوب نحو الشرق إلى ميناء بورتسودان على البحر الأحمر. وقد اتخذتها بعثة الأمم المتحدة في السودان مقراً لقاعدتها اللوجستية. وتعرف الأبيض بلقب عروس الرمال.

## الموقع
تحتل الأبيض موقعاً استراتيجياً في وسط السودان بين أقاليمه الجغرافية والمناخية والاقتصادية المختلفة: بين المنطقة الصحراوية وشبه الصحراوية ومنطقة السافانا الجافة والرطبة، وبين المناطق المدارية الجافة والمناطق المطيرة، وبين غرب السودان وشرقه وجنوبه.

## أصل التسمية
لفظ الأُبيّض (بضم الهمزة على الألف وتشديد كسرة الياء) هو في اللغة العربية تصغير للفظ الأبيض، وينطقه السكان المحليون باللُبيّض (بحذف الهمزة واضغام اللائين بالضمة) وتذهب أكثر الروايات تداولاً حول سبب التسمية إلى أن حماراً أبيض اللون تملكه إمرة كبيرة السن تسمى منفورة اكتشف مورداً للمياه في المكان الذي قامت عليه المدينة وأخذ الناس في البوادي القريبة يذهبون إلى ما أسموه آنذاك بمورد الحمار الأبيض الذي أصبح لاحقاً مورد الأبّيض لجلب ما يحتاجونه إليه من ماء ثم استقر بعضهم حوله وتحول مورد الحمار الأبيض إلى قرية الأبيّض أو اللبيّض، وثمة رواية أخرى لا تقلّ رواجاَ تذهب إلى أن الأبيض هو اسم المجرى المائي في جنوب المدينة الحالية خور أبيض وسمي كذلك لصفاء مياهه.
وتكتب بالأحرف اللاتينية El Obeid أو Al Ubayyid.

## التاريخ

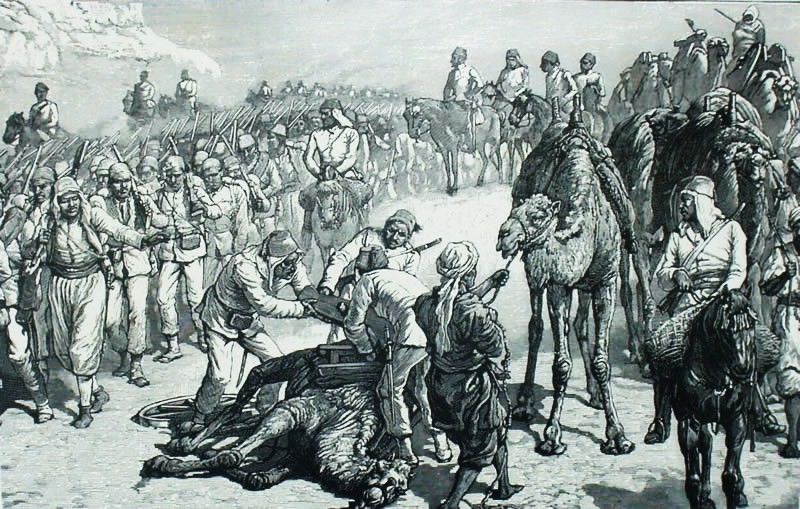
لوحة توضح جيش هكس باشا المنهار في طريقه نحو الأبيض في سنة 1883

### التاريخ القديم
نشأت الأبيض كمدينة في فترة ازدهار تجارة القوافل بين سلطنة سنار ومصر في منتصف القرن الخامس عشر الميلادي، حيث كانت تمر عبرها القوافل القادمة من الجنوب ومن سنار. وكانت الأبيض محطة لتجميع السلع واستراحة للقوافل قبل انطلاقها نحو الشمال إلى محافظة أسيوط في مصر وإلى ليبيا عبر الصحراء ومن ثم إلى البندقية في أوروبا وأصبحت أهم ميناء بري صحراوي جنوب الصحراء، كما كانت تستقبل قوافل الحجيج القادمة من نيجيريا والغرب الأوسط الإفريقي في طريقها نحو الأراضي المقدسة في الحجاز وتطورت المدينة في القرن السابع عشر الميلادي إلى سوق مهمة في المنطقة زاخرة بالسلع القادمة من الجنوب والغرب مثل السمسم والدخن والصمغ العربي والفول السوداني والعاج وريش النعام والجلود والأعشاب الطبية وشمع العسل والماشية إلى جانب السلع المستوردة من الخارج كالسكر، والصابون، والتبغ، والسجاد، والخزف والمرجان الحقيقي والصناعي والأساور والفضة، والحرير وورق الكتابة، والزجاج.

### مملكة المسبعات
يرتبط تاريخ مدينة الأبيض بتاريخ مملكة المسبعات التي نشأت في منطقة كردفان في الفترة ما بين القرنين الخامس عشر والسادس عشر بواسطة مجموعات عربية هاجرت واستقرت في تلك المنطقة، حيث كانت مدينة الأبيض عاصمة لها وقد تعرضت لسلسلة من الحروب والمناوشات من سلطنة الفور وسلطنة سنار المجاورتين بهدف السيطرة عليها وعلى طريق التجارة التي تمر عبرها.

### العهد التركي
وعندما غزت جيوش محمد علي باشا خديوي مصر التركي بلاد السودان كانت الأبيض إحدى المراكز التي اتجه نحوها قسم من جيش الغزو بزعامة الدفتردار محمد بك، صهر محمد علي باشا، والذي تمكن من إخضاعها رغم المقاومة التي ابداها المقدوم مسلم ملك المسبعات الذي واجه جيشاً مدججاً بالسلاح الناري والمدافع في معركة بارا القريبة من الأبيض في عام 1821 م.
أدرك الأتراك أهمية الموقع الإستراتيجي لمدينة الأبيض فأقاموا فيها ثكانتهم وأصبحت معقلاً عسكرياً مهماً لجيشهم في المنطقة. كما عمل الأتراك على بناء المدينة وتطويرها. وفي عام 1870 م، كان سوقها قد أخذ طابع الأسواق الكبيرة في مدن المشرق والمغرب المعاصرة مثل القاهرة وإسطنبول وفاس وتومبوكتو حيث لكل سلعة أو محصول سوقاً داخل السوق الكبيرة، فكانت هناك سوقاً للحبوب كالدخن والذرة البيضاء والفول السوداني، وسوقاُ متخصصة في بيع الماشية، وأسواق السقايين، والعطارين والدباغين وسوق لباعة الحطب والفحم وسوق للنساء يبعن فيها اعمالهن اليدوية من منسوجات وحصائر وأطعمة وغيرها.

### الثورة المهدية

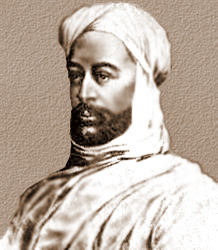
المهدي

هاجم المهدي مدينة الأبيض في عام 1883 م، باعتبارها المعقل الرئيسي للأتراك في غرب السودان إلا أن الحصن المنيع فيها استعصى على الأنصار الذين تراجعوا في أول هزيمة لهم منذ انطلاق الثورة المهدية، فقرر المهدي ضرب حصار عليها استمر قرابة الشهر قبل اقتحامها والاستيلاء عليها. وكان ذلك الحدث بمثابة ضربة موجعة للحكم التركي في السودان، لأن سقوط الأبيض في يد المهدي كان يعني سيطرته على كل المداخل والمخارج نحو مناطق واسعة من السودان مثل جبال النوبة في جنوب كردفان والنيل الأبيض ودارفور والطريق إلى مصر، والأهم من ذلك كله الطريق إلى الخرطوم عاصمة الإدارة التركية وقتذاك. وفي العام نفسه أرسل الأتراك حملة عسكرية تتكون من المصريين والأرمن والأرناؤوط بقيادة جنرال بريطاني هو وليام هكس باشا لاسترداد الأبيض. علم المهدي بالحملة فاستعد لملاقاتها وتابع تحركاتها واختار غابة شيكان القريبة من الأبيض مكاناً للمعركة التي وصلت إليها قوة هكس باشا منهكة بعد أن تم هجر القرى وردم الآبار التي في طريقها فأبيدت القوة عن بكرة أبيها في نوفمبر 1883 م، الأمر الذي رفع الروح المعنوية لدى الأنصار وتزايد عدد اتباع المهدي وأصبح الطريق إلى الخرطوم ممهداً أمامه. وبعد عام من معركة شيكان بدأت قوات المهدي حصارها الشهير للخرطوم.

### الحكم الثنائي
بهزيمة المهدية في معركة كرري في عام 1898 م، وانسحاب الخليفة عبد الله التعايشي إلى كردفان قبل مصرعه في واقعة أم دبيكرات، خضعت الأبيض للحكم الثنائي وأصبحت عاصمة لمديرية (محافظة) كردفان. شهدت المدينة خلال هذه الفترة تطوراً عمرانياُ، فامتد إليها خط السكة الحديدية عام 1912 م، لنقل البضائع والركاب منها وإليها وما يحيط بها من مناطق.

### مؤتمر الخريجين
كان للأبيض دوراً أيضاً في دعم الحركة الوطنية في السودان إبان الحكم الثنائي. عندما تأسس نادي الخريجين في عام 1936 م وقيام مؤتمر الخريجين، في أم درمان وبدأ نشاطه السياسي بدعوة دولتي الحكم الثنائي مصر وبريطانيا إلى منح حق تقرير المصير للشعب السوداني، اختار الأبيض مقراً للجنته في غرب السودان. كما تم خلال تلك الفترة إنشاء نادي الأعمال الحرة في الأبيض والذي لعب دوراً في الحياة الاجتماعية والسياسية والثقافية وفي حركة التعليم الأهلي بالمدينة.
الأبيض هي المدينة السودانية الثانية التي زارتها ملكة بريطانيا إليزابيث الثانية بعد الخرطوم خلال زيارتها للسودان في الفترة من 8 إلى 12 فبراير / شباط 1965 م. كما زارها زعماء آخرون مثل الرئيس اليوغسلافي السابق جوزيف بروز تيتو، سميت ساحة باسمه تخليداً لمناسبة زيارته تلك وكذلك استقبلت المدينة الرئيس المصري الأسبق جمال عبد الناصر والشيخ زايد بن سلطان آل نهيان، رئيس دولة الإمارات العربية المتحدة السابق في فبراير/ شباط 1972.

## المناخ
يسود الأبيض مناخ شبه مداري مع قليل من الأمطار في الفترة من يونيو وحتى أكتوبر حيث تكتسي الأرض بالأعشاب والحشائش المخضرة والأشجار المورقة، وترتفع درجات الحرارة خاصة في فصل الصيف حيث تتجاوز 40 درجة مئوية.
| البيانات المناخية لـالأبيض    | البيانات المناخية لـالأبيض | البيانات المناخية لـالأبيض | البيانات المناخية لـالأبيض | البيانات المناخية لـالأبيض | البيانات المناخية لـالأبيض | البيانات المناخية لـالأبيض | البيانات المناخية لـالأبيض | البيانات المناخية لـالأبيض | البيانات المناخية لـالأبيض | البيانات المناخية لـالأبيض | البيانات المناخية لـالأبيض | البيانات المناخية لـالأبيض | البيانات المناخية لـالأبيض |
| الشهر                         | يناير                      | فبراير                     | مارس                       | أبريل                      | مايو                       | يونيو                      | يوليو                      | أغسطس                      | سبتمبر                     | أكتوبر                     | نوفمبر                     | ديسمبر                     | المعدل السنوي              |
| ----------------------------- | -------------------------- | -------------------------- | -------------------------- | -------------------------- | -------------------------- | -------------------------- | -------------------------- | -------------------------- | -------------------------- | -------------------------- | -------------------------- | -------------------------- | -------------------------- |
| متوسط درجة الحرارة الكبرى °ف  | 85.8                       | 90.0                       | 92.7                       | 101.5                      | 102.9                      | 99.5                       | 93.0                       | 90.9                       | 94.6                       | 97.9                       | 92.5                       | 86.9                       | 94.0                       |
| المتوسط اليومي °ف             | 71.1                       | 74.8                       | 81.3                       | 86.5                       | 89.6                       | 87.8                       | 83.3                       | 81.5                       | 82.9                       | 84.9                       | 78.6                       | 72.1                       | 81.2                       |
| متوسط درجة الحرارة الصغرى °ف  | 56.3                       | 59.7                       | 66.4                       | 71.4                       | 76.3                       | 76.1                       | 73.6                       | 72.3                       | 71.2                       | 72.3                       | 64.98                      | 57.4                       | 68.17                      |
| الهطول إنش                    | 0.0                        | 0.0                        | 0.02                       | 0.06                       | 0.33                       | 0.89                       | 3.87                       | 4.35                       | 2.43                       | 0.57                       | 0.01                       | 0.0                        | 12.53                      |
| معدل هطول الأمطار إنش         | —                          | —                          | —                          | —                          | 0.07                       | —                          | —                          | —                          | —                          | —                          | —                          | —                          | —                          |
| متوسط درجة الحرارة الكبرى °م  | 29.9                       | 32.2                       | 33.7                       | 38.6                       | 39.4                       | 37.5                       | 33.9                       | 32.7                       | 34.8                       | 36.6                       | 33.6                       | 30.5                       | 34.5                       |
| المتوسط اليومي °م             | 21.7                       | 23.8                       | 27.4                       | 30.3                       | 32.0                       | 31.0                       | 28.5                       | 27.5                       | 28.3                       | 29.4                       | 25.9                       | 22.3                       | 27.3                       |
| متوسط درجة الحرارة الصغرى °م  | 13.5                       | 15.4                       | 19.1                       | 21.9                       | 24.6                       | 24.5                       | 23.1                       | 22.4                       | 21.8                       | 22.4                       | 18.321                     | 14.1                       | 20.09                      |
| الهطول مم                     | 0.0                        | 0.0                        | 0.4                        | 1.4                        | 8.4                        | 22.5                       | 98.2                       | 110.6                      | 61.7                       | 14.5                       | 0.3                        | 0.0                        | 318                        |
| معدل هطول الأمطار مم          | —                          | —                          | —                          | —                          | 1.7                        | —                          | —                          | —                          | —                          | —                          | —                          | —                          | —                          |
| متوسط الأيام الممطرة          | 0.0                        | 0.0                        | 0.2                        | 0.4                        | 1.7                        | 4.5                        | 9.5                        | 9.7                        | 6.0                        | 2.4                        | 0.1                        | 0.0                        | 34.5                       |
| المصدر: Hong Kong Observatory |                            |                            |                            |                            |                            |                            |                            |                            |                            |                            |                            |                            |                            |

## طوبوغرافيا المدينة
تقع مدينة الأبيض على سهل منخفض مستو السطح مطمور تحت الرمال تتجمع فيه مياه الأمطار. وترتفع الأراضي من حولها تدريجيًا في الشمال الشرقي والجنوب، بينما تحيط بها التّلال الرملية والكثبان الرملية المتحركة على شكل قوس يمتدّ من أطرافها الغربية وحتى الشمالية. ويقع جبل الهشابة جنوب المدينة ويتكون من الصخور الجرانيتية السوداء والحمراء ويبلغ ارتفاعه 16 مترا. وتمر عبر المدينة عدة خيران تكون جافة في فصل الصيف وتمتلء بالمياه المتدفقة نحوها من المناطق المرتفعة في موسم الأمطار.

## النشاط الاقتصادي

### الصناعة
يتركز القطاع الصناعي في الأبيض على الصناعات التحويلية والصناعات الخفيفة التي تعتمد على المنتوجات الزراعية المحلية للولاية، ويشمل ذلك معاصر زيوت السمسم والفول السوداني، وصناعة الصابون ومصانع لتقشير الفول السوداني ومصانع لطحن الغلال ومصانع منتوجات الألبان ومصانع الأثاث وقطع الأخشاب إضافة إلى ورش لصيانة السيارات وصناعة صناديق السيارات والمركبات.
وتشتهر المدينة أيضاً بالصناعات اليدوية من خزف ومنسوجات وأعمال الفضة.

### النفط
توجد في المدينة مستودعات للبترول ومصفاة لتكرير النفط تأسست في عام 1997 م، بطاقة إنتاجية قدرها 10 ألف[ ؟ ] برميل يومياً، إزدادت في عام 1999 م إلى 15 ألف برميل من خام البترول الذي كان ينقل إليها عن طريق السكك الحديدية من حقول نفط هجليج ومن ولاية الوحدة بجنوب السودان وتنتج النافتا والكيروسين 

### الخدمات
يشمل قطاع الخدمات، ما تقدمه المصارف التجارية المختلفة من خدمات إلى جانب الفندقة وتجارة التجزئة والجملة، وبورصة الصمغ العربي.

#### البنوك
تعمل بالمدينة فروع لعدة بنوك تجارية منها:
- بنك السودان المركزي
- بنك الخرطوم
- بنك أم درمان الوطني
- بنك البركة السوداني
- البنك السعودي السوداني
- بنك فيصل الإسلامي السوداني
- البنك الزراعي السوداني
- بنك النيلين للتنمية الصناعية
- البنك العقاري التجاري
- بنك الشمال الإسلامي
- بنك النيل
- البنك الاسلامى السودانى
- بنك الجزيرة الاردنى
- بنك النيل الازرق المشرق
- بنك الثروة الحيوانية
- بنك تنمية الصادرات
- البنك الفرنسي السودانى
- بنك العمال الوطنى
- مصرف الادخار والتنمية الاجتماعية

#### الأسواق

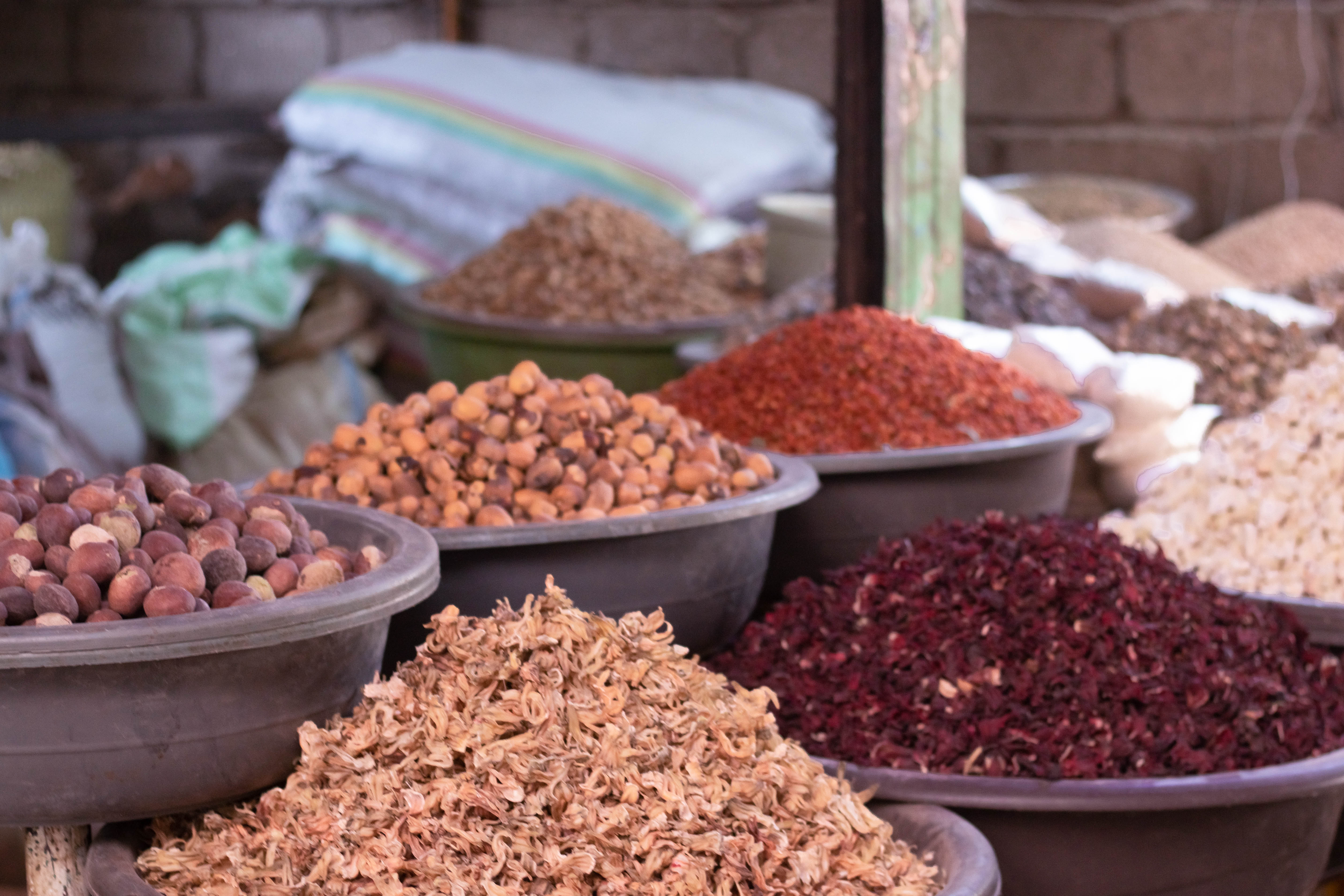
دكان بسوق ابو جهل

الأبيض مدينة تجارية ولذلك توجد فيها عدة أسواق أبرزها سوق أبوجهل، وسوق فور، وسوق الصالحين، وسوق أب شرا، وسوق الناقة، وسوق كريمة شمال، والسوق الكبير، والذي ينقسم إلى قسمين هما: السوق الشرقي والسوق الغربي.

#### الفنادق
أبرزها:
- فندق كردفان
- فندق حبابكو
- فندق شهد
- فندق زنوبيا
- فندق صن واي
- فندق جون
- فندق المدينة
- فندق هوليداي

#### التعليم

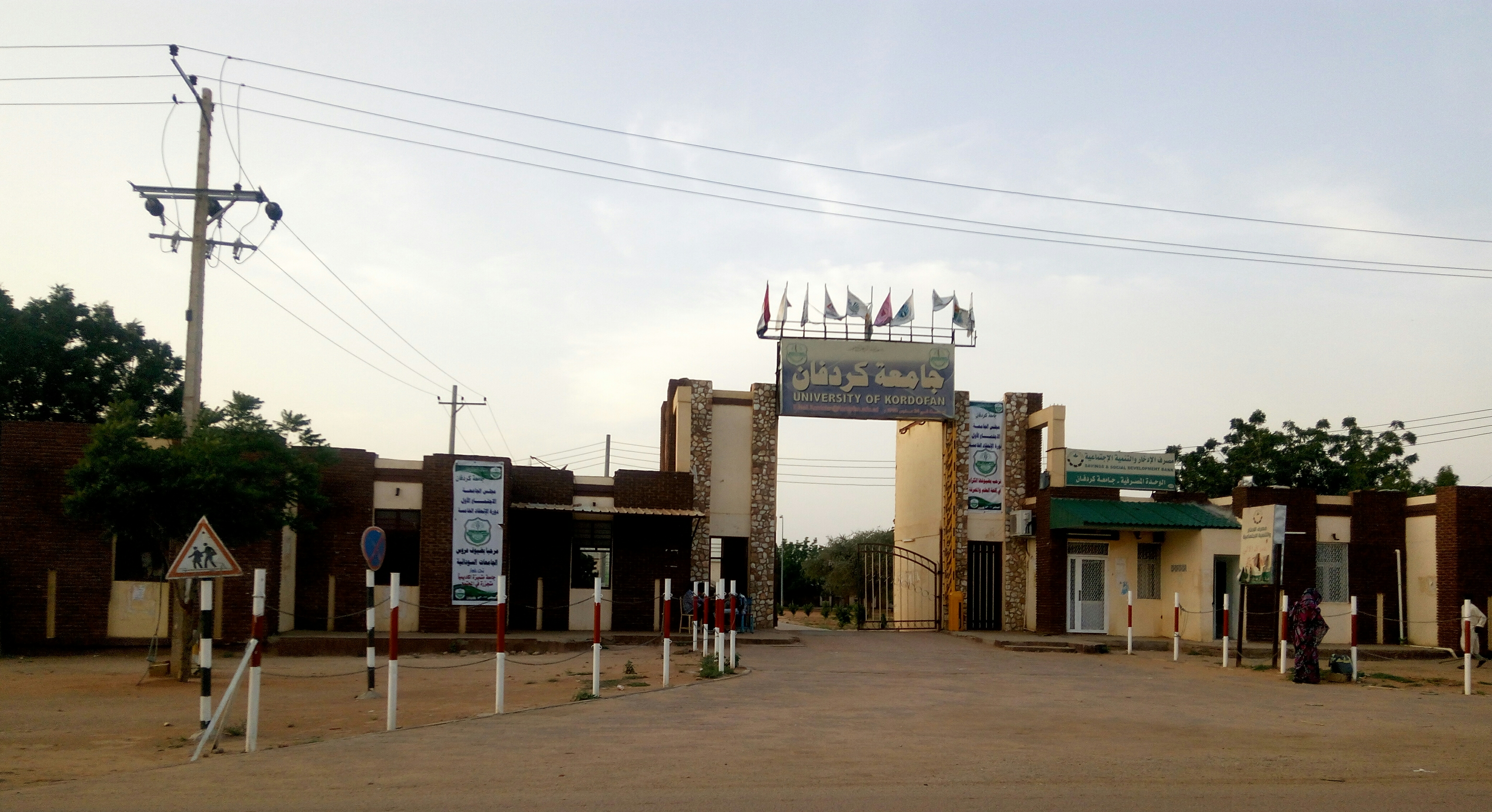
جامعة كردفان

تعتبر الأبيض واحدة من المدن القلائل في السودان التي بدأ التعليم النظامي فيها في وقت متقدم جداً إبان الحكم الثنائي حيث تم إنشاء كُتاب الأبيض شرق في العام 1908 م وكُتاب القبة ومدرسة بنات القبة، وفي عام 1929 م افتتحت مدرسة ابتدائية كانت الأولى من نوعها في غرب السودان، وشهد عام 1939 م بداية انطلاق نظام المدارس الأهلية في المدينة فتأسست المدرسة السورية الخاصة ومدارس النهضة ومدرسة مؤتمر الخريجين الوسطى، ومدرسة شنتوت الأولية ومدرسة كمبوني.
ومن المدارس المهمة في الأبيض مدرسة خور طقت الثانوية المشهورة التي كانت واحدة من المدارس المتفوقة على نطاق السودان.
وإلى جانب المدارس الثانوية الأكاديمية والفنية توجد في الأبيض جامعة كردفان التي تم افتتاحها عام 1992 م وفرعاً لجامعة القرآن الكريم وكلية التقنية.

#### الخدمات الصحية

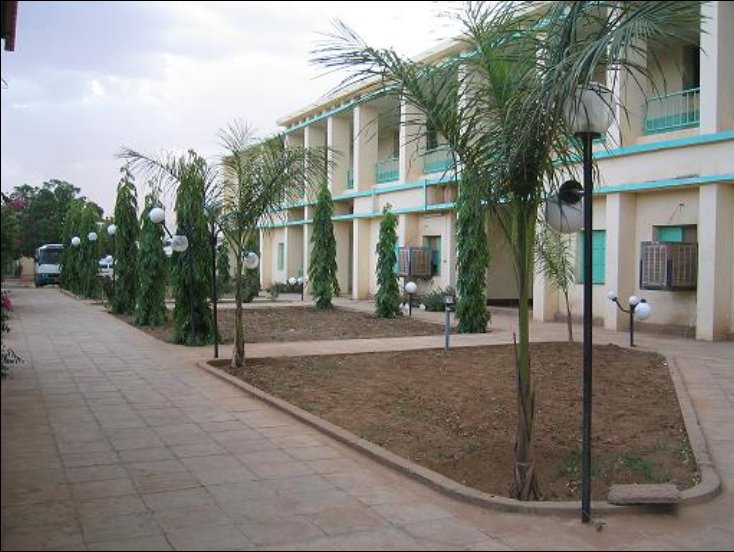
مستشفي الأبيض التعليمي

توجد في الأبيض سبعة مؤسسات علاجية هي:
1. مستشفى الأبيض الحكومي وتم ترقية بعض الاقسام إلى مستشفيات وهي (مستشفى النساء والتوليد، مستشفى العيون)
2. المستشفى العسكري
3. مستشفى الشرطة
4. مستشفى الأمل
5. مستشفى اكسترا كير
6. مستشفى الكويتى للاطفال
7. مستوصف كردفان
8. مستوصف علوية يس
9. مستشفى مكة لطب العيون

ويوجد إلى جانب ذلك مستشفى في أبو حراز وآخر كاذقيل التابعتان لمحلية شيكان 

#### النقل والمواصلات
ترتبط الأبيض بالعاصمة الخرطوم ومناطق السودان الأخرى بمختلف وسائل النقل فهي ترتبط بخط السكة الحديدية القادم من الشرق في محطة بابنوسة والتي يتفرع الخط بعدها إلى خطين أحدهما يتجه غرباً وينتهي في مدينة نيالا والآخر نحو الجنوب وينتهي في مدينة واو بدولة جنوب السودان. تم بناء هذا الخط في عام 1912م. كما ترتبط الأبيض ببقية أنحاء السودان بشبكة من الطرق البرية.
وهناك مطار دولي هو مطار الأبيض الذي يبعد عن المدينة بحوالي 4 كيلومترات. يبلغ طول مدرجه الممهد بطبقة من الأسفلت 3000 متر (9843 قدم)ورمزه بمنظمة الاتحاد الدولي للنقل الجوي الأياتا هو EBD وبالمنظمة الدولية للطيران المدني الإيكاو هو HSOB وتعمل به شركة الخطوط الجوية السودانية وشركة مارسلاند. ويضم المطار القاعدة اللوجستية لبعثة الامم المتحدة في السودان (اليونميس).

## الزراعة وتربية الحيوان
وتشمل محاصيل زراعية مثل الفول السوداني والسمسم والذرة الرفيعة والدخن والصمغ العربي والكركدي والقطن والبطيخ والخضروات، وتوجد سوقا كبيرة للمحاصيل. كما توجد سوقاً للماشية والإبل.

## الحياة النباتية

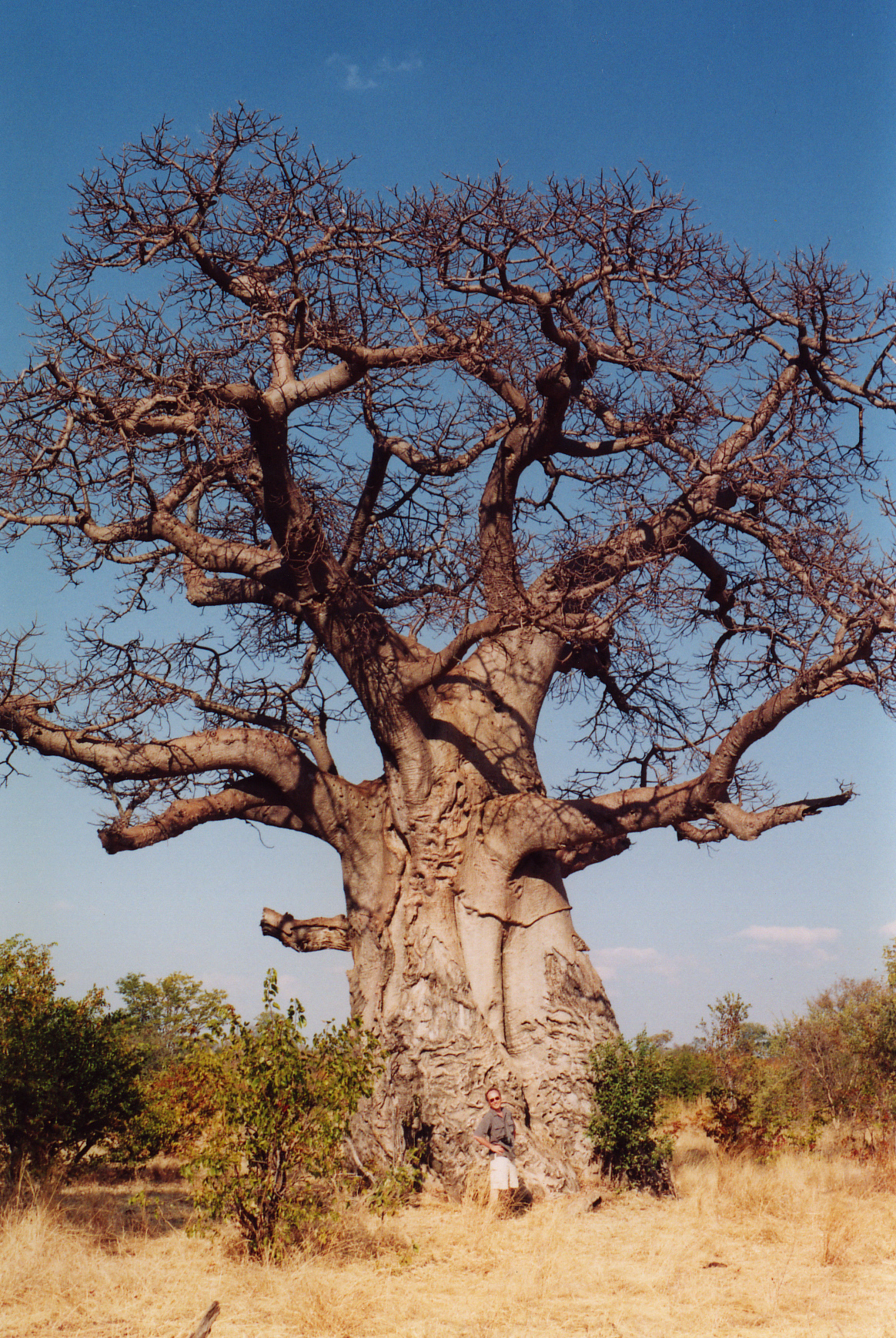
الباوباب أو التبلدي من أبرز معالم البيئة النباتية في الأبيض

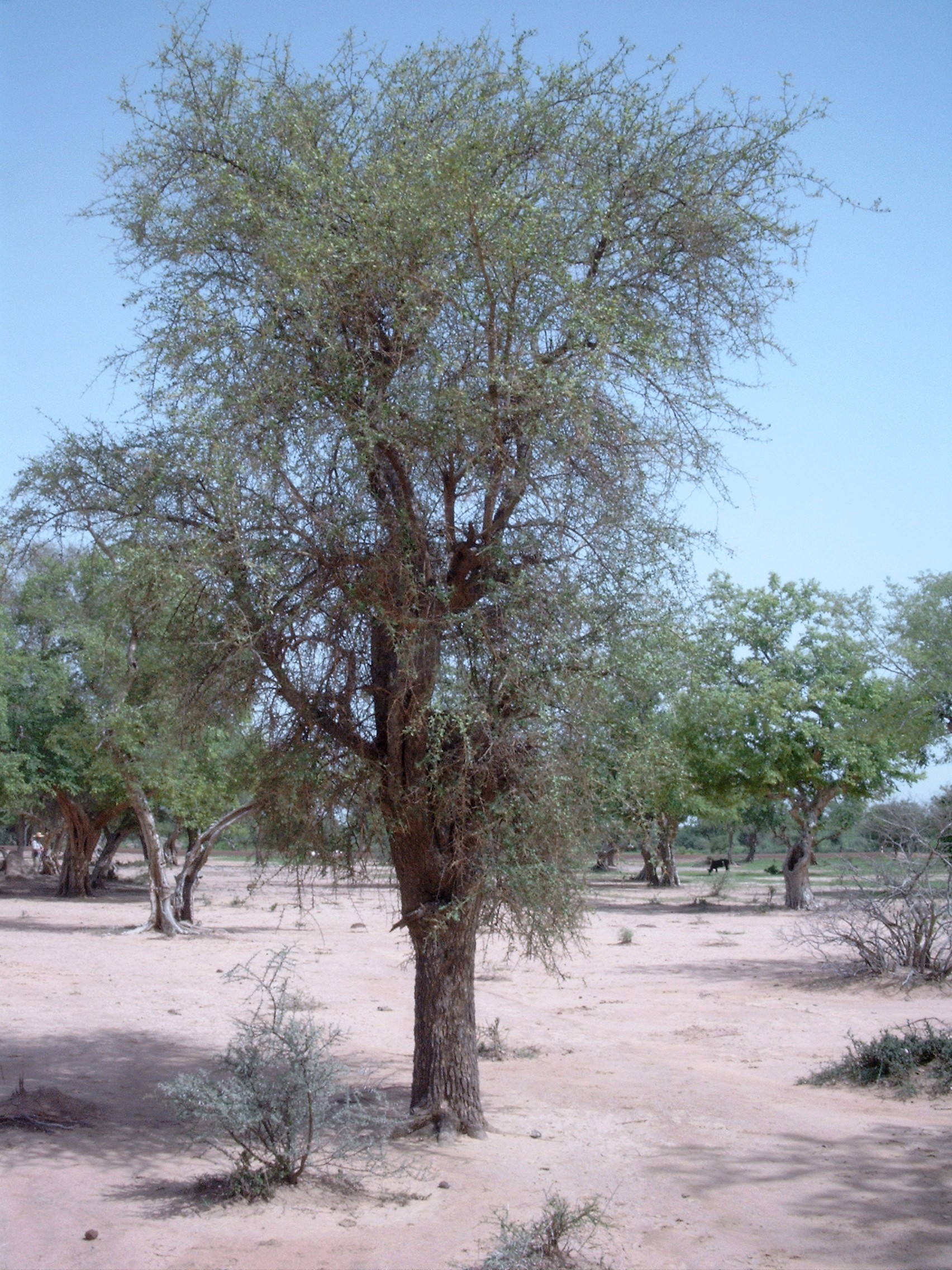
شجرة الهجليج أو اللابوب

تنبت في المنطقة اشجار السدر والهجليج والدّليب والدوم[ ؟ ] والتبلدي

## السكان
تسكن الأبيض مجموعات إثنية مختلفة ينتمي بعضها إلى أصول أجنبية كالأرمن والأقباط المصريين واليمنيين والاثيوبيون وغيرهم وقد تضم التركيبة السكانية أيضاً مجموعة من اليهود، ولهذا توجد في المدينة عدة كنائس إلى جانب المساجد وكان يوجد فيها كنيس لليهود.
وقد بلغ عدد سكان الأبيض في عام 2010 حوالي398,993 نسمة
ويبين الجدول أدناه النمو السكاني في المدينة
| السنة        | نسمة    |
| ------------ | ------- |
| 1956         | 47.700  |
| 1973 (تعداد) | 90.060  |
| 1983 (تعداد) | 141.528 |
| 1993 (تعداد) | 229.425 |
| 2010 (تقدير) | 398.993 |

## الإدارة
تتبع الأبيض لمحلية شيكان والتي تضم 245 حياً سكنياً وقرية في مساحة قدرها 130 كيلومتر مربع موزعاً على 4 وحدات إدارية هي:
- الأبيض المدينة
- أرياف الأبيض
- أبو حراز
- كازقيل

## التخطيط العمراني
يمكن تقسيم المدينة من حيث التخطيط العمراني إلى 6 أقسام رئيسية:
1. الأحياء السكنية: يطلق على الحي في الأبيض اسم الفريق (الجمع: فرقان، بكسر الفاء) وتنقسم الفرقان إلى قسمين، قسم شرقي وآخر غربي يفصل بينهما خط السكة الحديدية. ومعظم الأحياء القديمة تقع في القسم الغربي ومنها فريق القبة والربع الأول والربع الثاني وحي الوحدة (الميرم سابقا) وحي الناظر وحي ود إلياس وحي فلاتة وحي الشهداء شرق وحي الشهداء غرب وحي الصحافة وحي فلسطين وحي صالحين. والقسم الشرقي ويضم الأحياء التي نشأت في مراحل لاحقة مثل حي البترول وحي الدوحة وحي الشارقة وحي المطار والصفا والدرجة وحي أمير والقلعة وكريمة.
2. المنطقة الإدارية: وتقع في جنوب المدينة وفي منطقة تجاور السوق الرئيسية وسط المدينة. ففي الجنوب توجد مباني الحكومة الإقليمية كرئاسة الولاية ومكاتب الوزارات الإقليمية ومصلحة الأشغال العامة. وفي السوق تقع مباني رئاسة الشرطة ومكاتب البريد والبرق ومجمع المحاكم ودار البلدية التي تحتضن المجلس التشريعي الولائي. وهناك مباني حكومية أخرى تقع ما بين المنطقتين وتشمل رئاسة السجون ومكتب وزارة الشؤون الاجتماعية.
3. المنطقة العسكرية: وتقع في منطقة واسعة تمتد غرب خط السكة الحديدية وحتى رئاسة الولاية ومنازل الموظفين غرباً، ويحدها مطار الأبيض من الناحية الجنوبية. وتضم المنطقة رئاسة القيادة العسكرية الوسطى ومساكن عائلات الجنود.
4. المنطقة الصناعية: وتقع شمال شرق المدينة، وتضم معظم المصانع والمعامل والورش المرتبطة بها ومن بينها مصانع لعصر زيت السمسم والفول السوداني، وإنتاج الصابون وتقشير الفول السوداني، ومطاحن الذرة وتعبئة الدقيق وورش[ ؟ ] هياكل المركبات وصيانة السيارات ومستودعات البترول.
5. مناطق الخدمات والمرافق العامة: وتشمل منطقة المدارس والمستشفيات والمساجد والكنائس والأسواق والفنادق والأسواق والمنتزهات والميادين العامة. تقع معظم المدارس غرب المنطقة الصناعية في شمال المدينة ومن بينها مدرسة خور طقت سابقاً وجامعة كردفان حالياً ويوجد اثنان من المستشفيات شرق السوق الرئيسية وغرب خط السكة الحديدية، وهما المستشفى الرئيسي والمستشفى العسكري بداخل المنطقة العسكرية، وأما المستشفى الثالث فيقع جنوب المدينة وهو مستشفى الشرطة، في حين تتوزع المراكز الصحية على مختلف أنحاء المدينة وتضم المدينة أيضاً مدرسة تدريب القابلات.وتشمل منطقة وسط المدينة الجامع الكبير الذي يقع وسط السوق الرئيسي بينما تنتشر في الأحياء عدة مساجد وزوايا[ ؟ ] دينية صغيرة كما توجد بوسط المدينة كنيستان (كانت خمس كنائس في السابق).وهناك دارين للسينما وسط السوق، وتسع منتزهات عامة أهمها حديقة 21 أكتوبر وحديقة البلدية وحديقة الخريجين وحديقة حي القبة، إلى جانب ميدان الحرية (ساحة النصر) التي تعتبر أكبر ساحة عامة في المدينة تقام فيها الاحتفالات الرسمية والدينية. ويقع الملعب الرياضي الرئيسي، أستاد الأبيض، في جنوب غرب ساحة النصر وإلى الجنوب الغربي منه يقع متحف شيكان. وتقع في شرق وسط المدينة أندية الجاليات الأجنبية، فيما تنتشر الأندية الرياضية والاجتماعية والثقافية في الأحياء المختلفة.
6. منطقة السكة حديد: وتضم مباني محطة القطارات ومكاتب الإدارة وورش السكك حديد والمخازن ومنازل العمال.[17]

## الحركة الصوفية في الأبيض
تعتبر مدينة الأبيض معلماً بارزاً من معالم حركة التصوف في السودان عبر التاريخ. وقد اسهمت حركة التصوف في تشكيل ثقافة التسامح والاعتدال لدى مجتمع الأبيض. ومن أبرز الأعلام الصوفية فيها:
- الشيخ إسماعيل الولي القطب الصوفي الكبير وصاحب أول طريقه صوفية سودانية اسست في القرن التاسع عشر
- الشيخ بدوي ود أبوصفية
- السيد محمد المكي، وهو ابن الشيخ إسماعيل الولي وقد ألف عدداً من الكتب حول التصوف كما لعب دوراً بارزاً خلال الثورة المهدية في السودان.
- القاضي أحمد الأزهري، مفتي السودان إبان العهد التركي المصري، وهو ابن الشيخ إسماعيل الولي وجد رئيس السودان الاسبق إسماعيل الأزهري
- الشيخ صالح سوار الذهب، وهو جد رئيس السودان الأسبق عبد الرحمن سوار الذهب
- الشريف العربي المكاوي
- الفنان شرحبيل أحمد، ترعرع في مدينة الأبيض
- الشيخ إسماعيل عبد الله الدهمش
- الشيخ عبد الرحيم البرعي
- الشيخ الجليل الضوء عبد الحميد
- الشيخ عبد الباقي آبو
- الشيخ الفكي السنوسي.
- الشيخ الفكي زين العابدين
- الشيخ الفكي محمد
- الشيخ حاج جقود
- الشيخ أحمد صالح الهواري

## أعلام الأبيض
- المشير عبد الرحمن سوار الذهب رئيس السودان الأسبق
- الملازم عبد الفضيل الماظ من ثوار عام 1924 بالسودان
- السيد ميرغني زاكي الدين ناظر قبيلة البديرية واحد رجالات استقلال السودان وعضو أول برلمان سوداني
- د. جعفر محمد علي بخيت وزير الحكومات المحلية في حكومة جعفر النميري
- رجل الأعمال الحاج سليمان دقق
- رجل الأعمال عثمان إسماعيل قمبور
- الفنان خليل إسماعيل
- الفنانة ام بلينة السنوسي
- ثنائي النغم
- الروائية ملكة الدار محمد عبد الله
- الفنان المسرحي مكي سنادة
- الفنان المسرحي فيصل احمد سعد -كبسور
- الفنان إبراهيم موسى أبا
- الفنان الممثل على مهدي
- الفنان عبدالعزيز العميري
- الموسيقار الماحي إسماعيل، وهو أحد مؤسسي المعهد العالي للموسيقى والمسرح وأول عميد له.
- الموسيقار عبدالله اميقو
- الشاعر محمد عوض الكريم القرشي
- الشاعر محمد علي عبدالله الأمي
- الشاعر الدبلوماسي محمد المكي إبراهيم
- الشاعر قاسم عثمان بريمه
- الشاعر محمد عثمان الحلاج
- الصحفي الكبير الفاتح النور صاحب جريدة كردفان والتي تعتبر أول صحيفة اقليمية تصدر في السودان تصدر من خارج العاصمة
- فرانسوا جينادري

## معرض صور

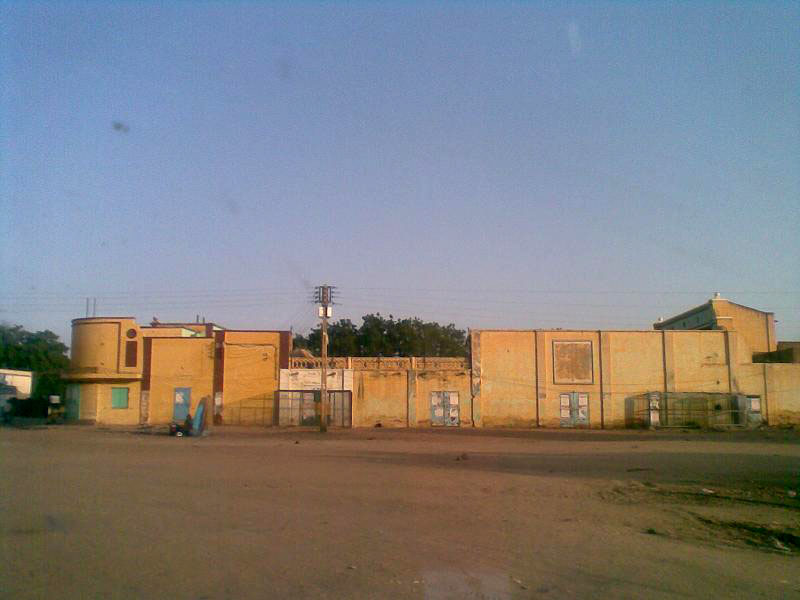
سينما عروس الرمال
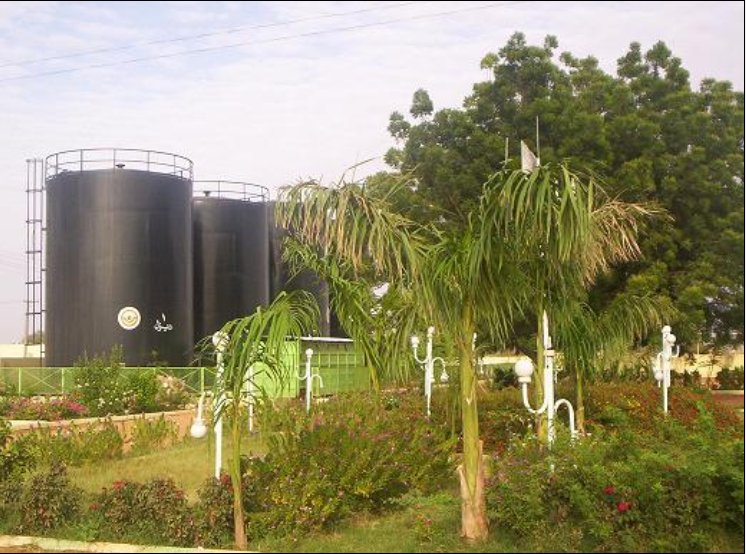
مستودعات نفط
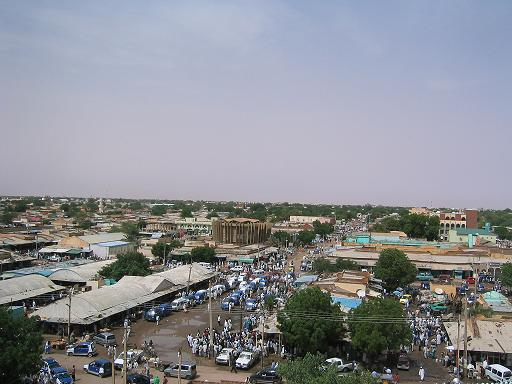
السوق الكبير
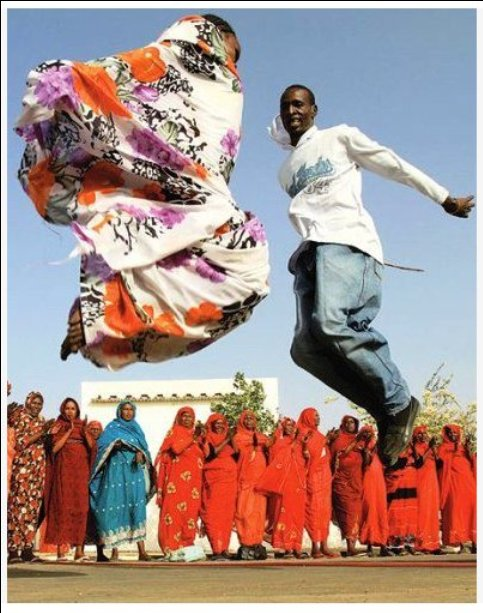
شاب وفتاة يقفزان عاليا أثناء الرقص
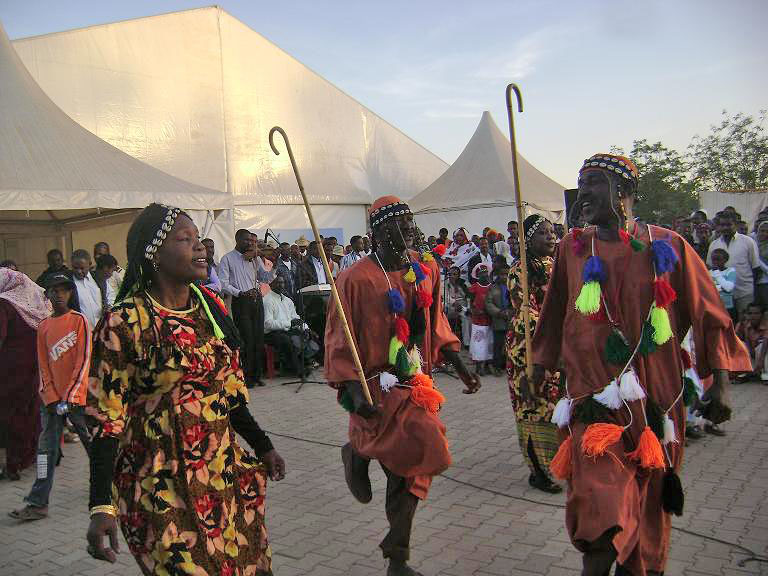
رقصة المردوم
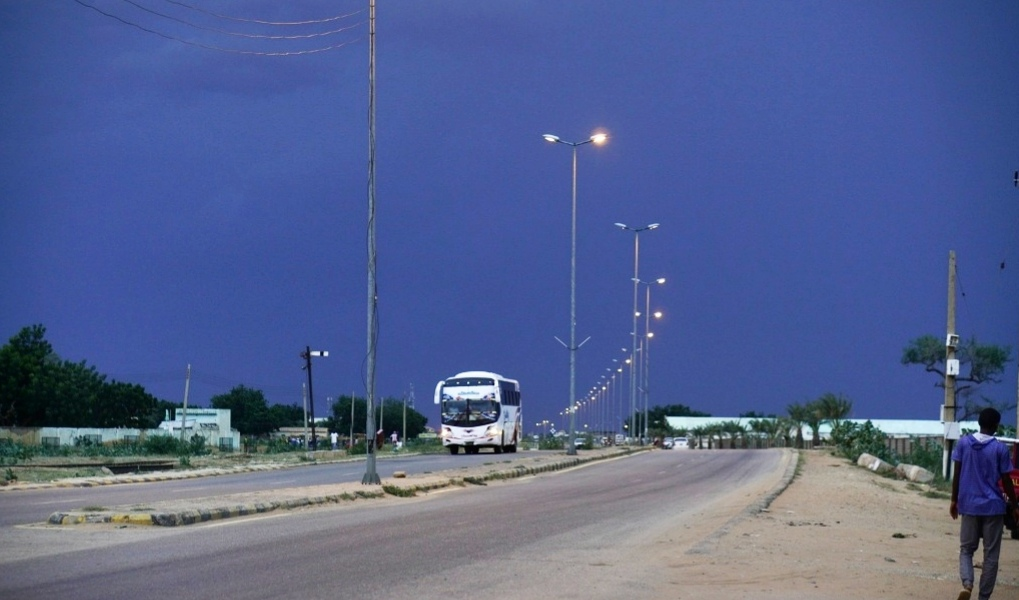
المواصلات في الابيض
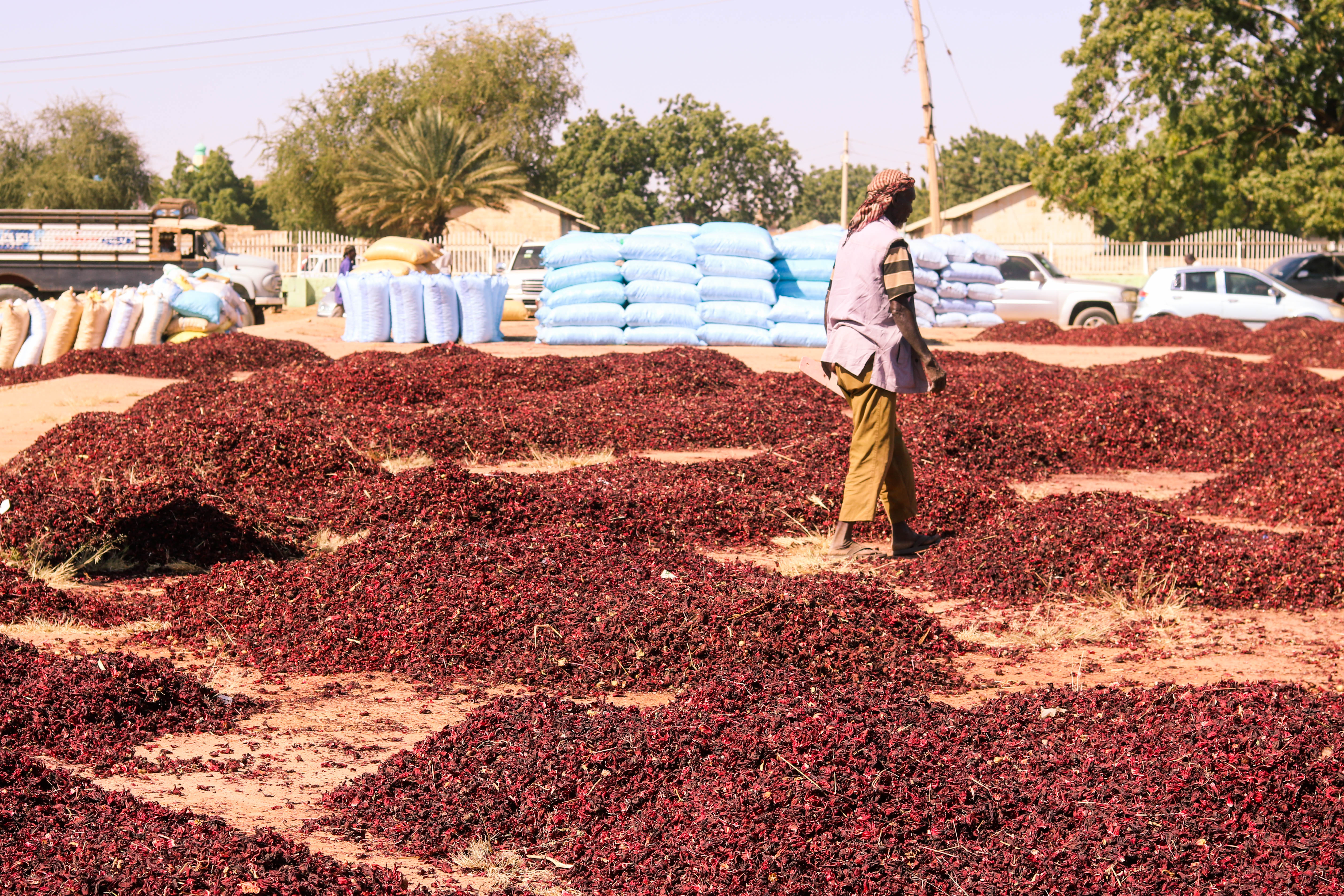
محصول الكركدي